# Lombardei-Rundfahrt 1991
Die Lombardei-Rundfahrt 1991 war die 85. Austragung der Lombardei-Rundfahrt  und fand am 19. Oktober 1991 statt. Die Gesamtdistanz des Rennens betrug 242 Kilometer. Es siegte Sean Kelly vor Martial Gayant und Franco Ballerini.

## Teilnehmende Mannschaften
| PDM-Concorde-Ultima Toshiba Del Tongo-MG Maglificio Z Ariostea | Gatorade-Chateau d’Ax R.M.O. Lotto Jolly Componibili-Club 88 Tulip Computers | Panasonic-Sportlife ONCE Helvetia-La Suisse Buckler Weinmann-Eddy Merckx | Castorama-Raleigh Motorola Banesto Amore & Vita-Fanini CLAS-Cajastur | GIS Gelati-Ballan Selle Italia-Magniarredo-Veta Italbonifica-Navigare ZG Mobili-Bottecchia Colnago-Lampre-Sopran | Histor-Sigma |

## Ergebnis
| Rang | Fahrer           | Team                      | Zeit       |
| ---- | ---------------- | ------------------------- | ---------- |
| 1    | Sean Kelly       | PDM-Concorde-Ultima       | 6h 10' 38" |
| 2    | Martial Gayant   | Toshiba                   | gl. Zeit   |
| 3    | Franco Ballerini | Del Tongo–MG Maglificio   | + 35"      |
| 4    | Bruno Cornillet  | Z                         | gl. Zeit   |
| 5    | Rolf Sørensen    | Ariostea                  | + 2' 09"   |
| 6    | Alberto Volpi    | Gatorade–Chateaux d’Ax    | gl. Zeit   |
| 7    | Dante Rezze      | R.M.O.                    | gl. Zeit   |
| 8    | Laurent Jalabert | Toshiba                   | + 2' 19"   |
| 9    | Sammie Moreels   | Lotto                     | gl. Zeit   |
| 10   | Marco Vitali     | Jolly Componibili-Club 88 | gl. Zeit   |